# Бентон (Вісконсин)
Бентон (англ. Benton) — селище (англ. village) в США, в окрузі Лафаєтт штату Вісконсин. Населення — 946 осіб (2020).

## Географія
Бентон розташований за координатами 42°34′12″ пн. ш. 90°23′0″ зх. д. / 42.57000° пн. ш. 90.38333° зх. д. (42.570024, -90.383357).  За даними Бюро перепису населення США в 2010 році селище мало площу 2,17 км², уся площа — суходіл.

## Демографія
Згідно з переписом 2010 року, у селищі мешкали 973 особи в 398 домогосподарствах у складі 264 родин. Густота населення становила 449 осіб/км².  Було 426 помешкань (196/км²).
Расовий склад населення:
| - 98,5 % — білих - 0,7 % — корінних американців - 0,3 % — азіатів - 0,1 % — чорних або афроамериканців |

До двох чи більше рас належало 0,3 %. Частка іспаномовних становила 0,4 % від усіх жителів.
За віковим діапазоном населення розподілялося таким чином: 25,5 % — особи молодші 18 років, 59,8 % — особи у віці 18—64 років, 14,7 % — особи у віці 65 років та старші. Медіана віку мешканця становила 39,6 року. На 100 осіб жіночої статі у селищі припадало 97,0 чоловіків;  на 100 жінок у віці від 18 років та старших — 90,8 чоловіків також старших 18 років.
Середній дохід на одне домашнє господарство  становив 61 117 доларів США (медіана — 48 167), а середній дохід на одну сім'ю — 72 073 долари (медіана — 64 107). Медіана доходів становила 42 179 доларів для чоловіків та 31 250 доларів для жінок. За межею бідності перебувало 5,8 % осіб, у тому числі 6,7 % дітей у віці до 18 років та 8,6 % осіб у віці 65 років та старших.
Цивільне працевлаштоване населення становило 493 особи. Основні галузі зайнятості: освіта, охорона здоров'я та соціальна допомога — 18,5 %, фінанси, страхування та нерухомість — 13,4 %, науковці, спеціалісти, менеджери — 12,2 %, виробництво — 11,4 %.